# Ohio Machine
Gli Ohio Machine erano una squadra professionistica di lacrosse, facente parte della Major League Lacrosse, con sede a Columbus, Ohio, USA. Sono stati fondati nel 2011. Nel 2018 la squadra si scioglie.